# Goldschatz von Caesarea

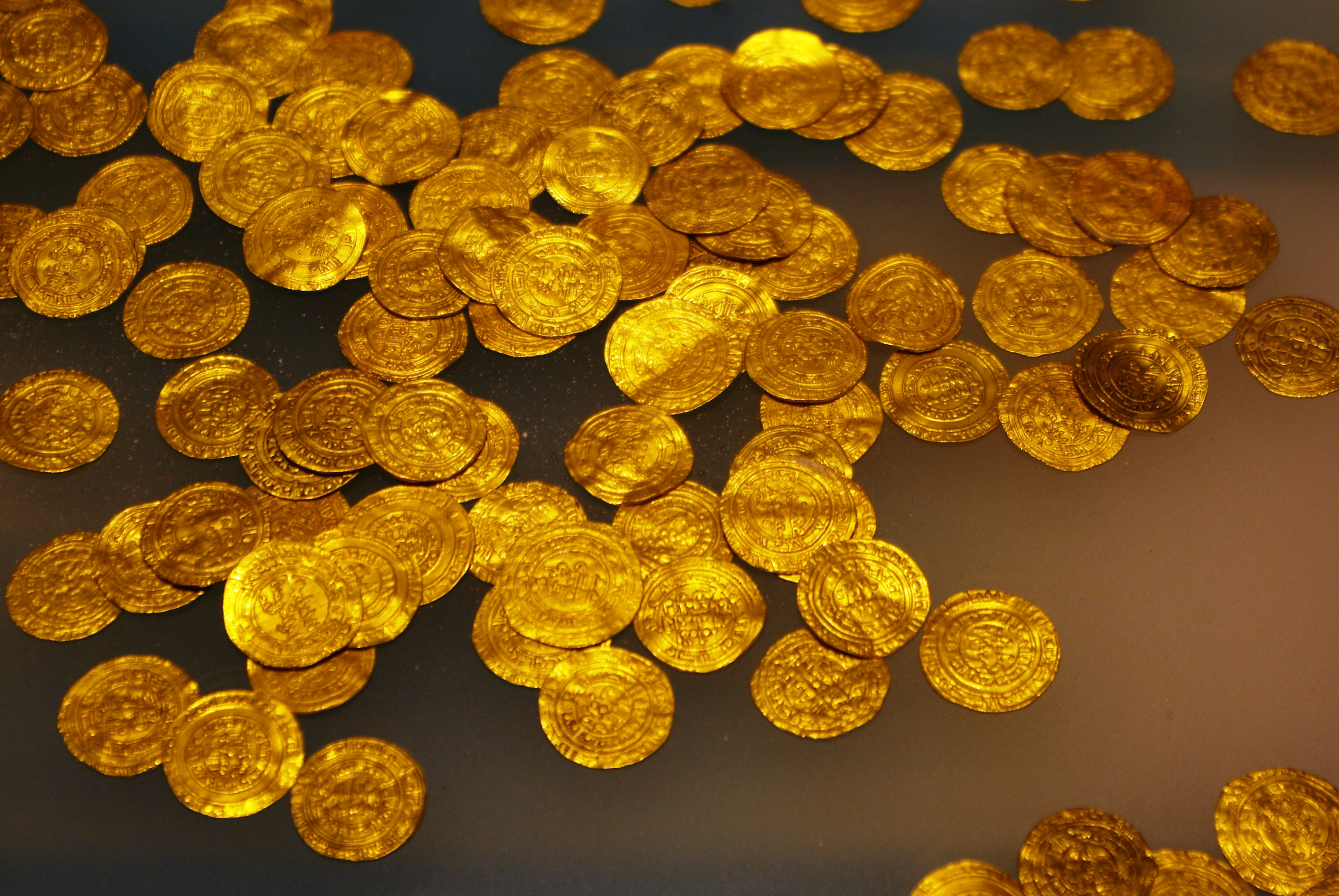
Einige der etwa 2000 Goldmünzen, die 2015 gehoben wurden

Beim Goldschatz von Caesarea handelt es sich um etwa 2000 Münzen, die im Jahr 2015 im alten Hafen des israelischen Caesarea entdeckt wurden. Sie stammen ganz überwiegend aus der Zeit der Fatimiden und wurden zum Großteil unter den Kalifen al-Hakim (996–1021) und seinem Sohn und Nachfolger az-Zahir (1021–1036) geprägt. Die älteste Münze stammt allerdings aus Palermo und der zweiten Hälfte des 9. Jahrhunderts.
Ende Januar 2015 bargen fünf israelische Hobbytaucher vor Caesarea einen „Goldschatz“. Die, wie der National Geographic vermerkte, sechs Taucher waren Yoav Lavi, Zvika Fayer, Kobi Twina, Avivit Fishler, Joel Miller und Shai Milner. Der Leiter des Tauchclubs setzte sogleich die Marine Archaeology Unit der Israel Antiquities Authority von dem Fund in Kenntnis. Diese nannte ihn den größten Münzfund Israels, nannte aber gleichfalls nur fünf Taucher (Shai Milner fehlte hier).
Die etwa 2000 Münzen haben ein Gesamtgewicht von 9 kg und wurden vom Hafengrund geborgen. Der Fund stammt aus der Zeit der Fatimiden, einer ismailitischen Dynastie, die im Zeitraum von 909 bis 1171 weite Gebiete zwischen Nordwestafrika und dem Euphratgebiet dominierte.
Die älteste Münze ist ein Viertel-Dinar aus der 2. Hälfte des 9. Jahrhunderts, der im zu dieser Zeit muslimischen Palermo geprägt wurde. Die Mehrzahl der Münzen wurde in Ägypten und an anderen Stellen Nordafrikas unter den fatimidischen Kalifen al-Hakim und seinem Sohn und Nachfolger az-Zahir geprägt.
Bei den Münzen handelt es sich um Dinare, Halb- und Vierteldinare von verschiedener Größe und Gewicht. Nach ersten Untersuchungen weisen sie 24 Karat, bzw. eine Reinheit von 95 % auf. Einige der Münzen waren offenbar frisch geprägt, andere durch Bisse geprüft worden, deren Spuren sich identifizieren ließen. Derartig wertvolle Münzen wurden üblicherweise für offizielle Transaktionen eingesetzt, ihre Kaufkraft lag deutlich über den Alltagsbedürfnissen. Möglicherweise sollten die Münzen dem Freikauf Gefangener dienen, spekuliert wurde auch über Soldzahlungen.